# Al-Mustakfi (Abbasside)
Pour les articles homonymes, voir Al-Mustakfi.
Abû al-Qâsim al-Mustakfî bi-llâh `Abd Allâh ben `Alî al-Muktafî, surnommé Al-Mustakfî, est le fils de Al-Muktafî. Il est né en 905. Il a succédé à son cousin germain Al-Muttaqî comme calife abbasside de Bagdad de 944 à 946. Il est mort en 950.

## Biographie
En 944, Tuzun l’« émir des émirs » turc a mis au pouvoir Al-Mustakfi cousin du précédent calife Al-Muttaqî rendu aveugle par ses soins. Tuzun est mort peu après, l’un de ses généraux, Abû Ja`far, lui a succédé.
Bagdad était au bord du désastre. Entourée d’ennemis qui faisaient le blocus des approvisionnements et réduisaient la population à manger les chiens et les rats. Beaucoup fuyaient la capitale pour se rendre à Bassora ou ailleurs. Abû Ja`far prenant conscience de son incapacité à redresser la situation a fait appel aux Hamdanides pour lui venir en aide. Malheureusement pour lui, l’Hamdanide Al-Hasan "Nâsir ad-Dawla" était aux prises avec de sérieux problèmes. Il devait combattre les Russes en Azerbaïdjan et les Ikhchidides en Syrie. Le gouverneur de Wâsit rendait les armes devant les Bouyides et se joignant à eux marchait vers Bagdad. Abû Ja`far et le calife fuirent se cacher. La garnison turque s’est enfuie vers Mossoul, tous les deux réapparurent. Le calife a reçu avec une apparente satisfaction les émissaires Bouyides venus pour discuter des conditions de la paix. Il s’est déclaré prêt à reconnaître leurs droits sur tous les territoires nouvellement conquis.

### L’émirat Bouyide
À la fin de l’année 945, l’émir Bouyide Ahmad régnait sur Bagdad avec le titre d’« émir des émirs ». Le calife lui donnait le surnom de « Mu`izz ad-Dawla » (soutien de l'empire). Le calife accepta que le nom de l’émir apparaisse à côté du sien sur les pièces de monnaie, et qu’il soit cité au cours de la prière. Le calife tentait de se concilier Mu`izz ad-Dawla mais c’était en vain car celui-ci le considérait comme la créature des Turcs dont le retour de Mossoul pouvait arriver à tout moment.

### Fin du règne
En janvier 946, l’émir a organisé une réception en l’honneur d’une ambassade venant de l’Est dans le palais du calife. Al-Mustakfî s'est assis à côté de l’émir. Deux Daylamites se sont précipités au-devant du calife pour lui serrer la main. Le calife ne suspectant rien la leur a tendue. Les Daylamite l’ont saisi, ligoté avec leurs turbans et trainé jusqu’au palais de l’émir où on l’a rendu aveugle. L’émir a fait couper la langue de l'organisatrice de cette rencontre piège. Le palais du calife a été pillé jusqu’à ce qu’il ne reste que des murs nus.
La succession d’Al-Mustaqfî est allée à son cousin Al-Muti'. Ce dernier attendait  depuis longtemps l’occasion de parvenir au califat et haïssait son prédécesseur. Lorsque les Bouyides ont envahi Bagdad il s’était mis à leur disposition. Cette soumission ne lui a pas valu d’être mieux traité : il n’avait même pas la possibilité de choisir les vizirs.

## La situation extérieure
L’état lamentable du califat rend inutile de se préoccuper des évènements extérieurs car le calife n’a plus guère de rôle à y jouer. Un seul événement, au cours de l’année 944, mérite d’être signalé car l’autorité religieuse du calife a été requise.
Les Byzantins commandés par Jean Kourkouas avaient fait de telles incursions dans l’empire qu’ils avaient atteint Edesse. L’émir d’Alep et de Mossoul, `Alî “Sayf ad-Dawla” vaincu n'avait qu'un seul espoir de sauver la ville c'était de donner aux Byzantins la précieuse relique conservée dans la cathédrale, appelée la « Sainte Face ». S’ils obtenaient cette relique les Byzantins s’engageaient à se retirer. La légalité de cette donation a été débattue ; la permission en a été donnée et la cession de la relique a permis de sauver Edesse et de racheter un grand nombre de prisonniers. Jean Kourkouas ramènera triomphalement le Mandylion, image du Christ à Constantinople le 15 août 944.